# Charles-Éric Lemaignen
Pour les articles homonymes, voir Lemaignen.
Charles-Éric Lemaignen, né le 19 avril 1952 à Orléans, est un homme politique français. Membre de l'UMP puis des Républicains, il a été président d'Orléans Métropole (2001-2017) et de l'Assemblée des communautés de France (2014-2017).

## Biographie

### Carrière professionnelle
Charles-Éric Lemaignen entame sa carrière professionnelle en 1987 comme Secrétaire général adjoint chargé des finances à la mairie de Grenoble auprès du Maire Alain Carignon. Il la poursuit à la Caisse des Dépôts et Consignations (CDC) où il devient directeur régional de la Caisse des Dépôts et du Crédit local en région Centre de 1990 à 1992. Il devient ensuite directeur général des services du Conseil régional du Centre aux côtés du président UDF, Maurice Dousset de 1992 à 1998, année de la défaite électorale du Président, puis de Bourgogne en 1999. Parallèlement, il est également depuis 1990 enseignant puis professeur associé depuis 2001 à l'université d'Orléans où il enseigne en Master le management public territorial et la gestion financière des collectivités locales jusqu'en 2019. Il est avocat au barreau d'Orléans de 2000 à 2009, puis est directeur de collection dans une revue sur les finances locales jusqu'en 2016. Après sa démission de la présidence d'Orléans Métropole, il crée une société de conseil aux collectivités locales, la SASU Lemaignen Conseils.

### Carrière politique
Charles-Éric Lemaignen est élu conseiller municipal en mars 2001 sur la liste menée par Serge Grouard à Orléans. Adjoint au maire chargé du développement économique il est élu en avril président de la Communauté d'agglomération Orléans Val de Loire où il succède au maire sortant d'Orléans, le socialiste Jean-Pierre Sueur.
Trois ans plus tard, il est la tête de liste de l'UMP pour le Loiret dans le cadre des élections régionales de 2004 en région Centre . La liste récoltant 35,97% des voix au 2d tour derrière celle conduite par le PS François Bonneau, elle envoie cinq élus au Conseil régional, dont Charles-Éric Lemaignen .
En 2008, il est réélu adjoint au maire et Président de la Communauté d'agglomération Orléans Val de Loire à la suite des élections municipales de mars 2008.
En 2010, il est en deuxième position sur la liste loirétaine des élections régionales en région Centre derrière la députée européenne et adjointe au maire d'Olivet, Catherine Soullie. Il est réélu conseiller régional le 26 mars 2010.
Lors des élections législatives de 2012 dans le Loiret, une sixième circonscription est créée dans le Loiret. Celle-ci comprenant deux cantons d'Orléans (cantons d'Orléans-Bourgogne et d'Orléans-Saint-Marc-Argonne), Charles-Eric Lemaignen s'y présente en tant que candidat de l'UMP. Néanmoins, devant une candidature dissidente de Florent Montillot, adjoint Nouveau centre au maire d'Orléans qui n'appelle pas au report de ses voix, il est battu au 2nd tour avec seulement 111 voix d'écart par la candidate PS Valérie Corre. 
En 2014, il est réélu président de la Communauté d'agglomération Orléans Val de Loire.
Il est investi par son parti Les Républicains pour être le candidat de la droite et du centre lors des élections législatives de 2017 sur la 1re circonscription du Loiret. Cette circonscription comprend notamment une grande partie d'Orléans (quartiers La Source et Saint-Marceau) et de l'Agglomération (les anciens cantons d'Olivet de Saint-Jean-le-Blanc). Elle contient également les anciens cantons de Beaugency et de Cléry-Saint-André. Il est toutefois défait par Stéphanie Rist au second tour, n'obtenant que 34.98 % des suffrages exprimés 
À l'occasion des élections municipales de 2020, il rallie la liste de l'ancien maire les Républicains Serge Grouard, celui étant réélu à l'issue du second tour. Il devient alors 19e adjoint au maire (chargé de la politique de circulation et du stationnement) et 17e vice-président d'Orléans Métropole, chargé des grands équipements (CO'Met), des connexions métropolitaines et parkings en ouvrage.

## Réalisations
Spécialiste du transport public, il a tout d'abord participé en 1997, comme directeur général des services de la région Centre aux négociations avec l’État qui ont mené à l'expérimentation puis en 2002 à la décentralisation aux régions du transport régional de voyageurs. Comme avocat, il a assisté des régions pour l'élaboration de leur convention avec la SNCF. Puis comme Président de l'agglomération Orléans val de Loire, il a piloté la construction de la 2e ligne de tramway de l'Agglo et la restructuration complète du réseau de bus qui l'a accompagné. Il a été pendant trois ans président de l'association « Transcité » regroupant les réseaux gérés par Transdev.
Il est enfin, depuis 2008, vice-président du Groupement des Autorités Responsables de Transport, il en est depuis 2020  le 2ème vice président, délégué aux thématiques du financement et de la tarification.
Vice-président de l'Assemblée des Communautés de France de 2001 à 2014, il en devient le président national lors du congrès de Lille en Octobre en 2014, jusqu'en 2017. Il en est aujourd'hui secrétaire national.

## Synthèse des mandats
- Conseiller municipal d'Orléans depuis 2001, (réélu en 2008 et 2014).
- Adjoint au maire d'Orléans de 2001 à 2014, délégué à  l'économie, à l'emploi, à la formation professionnelle, à la technopole et les transferts de technologies.
- Conseiller régional du Centre de 2004 à 2015.
- Président de la Communauté d'Agglomération d'Orléans de 2001 à 2017 (réélu en 2008 et 2014).
- Vice-président du Groupement des autorités responsables de transport depuis 2008.
- Président de 2014 à 2017 et 1er vice-président depuis 2017, de l'Assemblée des Communautés de France.

## Décoration
Il est Chevalier de l'Ordre national de la Légion d'honneur.